# Nicklas Nielsen
Nicklas Nielsen, né le 6 février 1997 à Aarhus au Danemark, est un pilote automobile danois.
Il fait partie de l'équipage qui a gagné la  92e édition des 24 Heures du Mans en 2024, sur une Ferrari 499P.

## Carrière
En 2017, Nicklas Nielsen participe à deux manches des Ferrari Challenge Europe au sein de l'écurie Formula Racing. Il a été très performant lors de ces deux courses car il les a remportées. Cela lui a permis de finir en 8e position du championnat avec 35 points.
En 2018, toujours en Ferrari Challenge Europe avec le Formula Racing, il participe à l'intégralité du championnat. Sur les 14 courses, il en remporte 10 et monte à chaque fois sur le podium. Cela lui a permis de gagner le championnat européen avec 282 points. Lors de la finale mondiale des Ferrari Challenge, à Monza, il remporte également la course après une belle bagarre avec David Fumanelli. Lors de cette saison, il participe à la manche de Monza des International GT Open au sein de l'écurie Luzich Racing où il était associé à Eddie Cheever III (en). Il participe ensuite, avec Johnny Laursen, aux FIA GT Nations Cup (en) afin de représenter le Danemark avec l'écurie Formula Racing. Ils finiront cette compétition à la 3e place.
En 2019, toujours avec le Luzich Racing, Nicklas Nielsen s'engage dans le championnat European Le Mans Series aux mains d'une Ferrari 488 GTE Evo. Pour la première manche du championnat, aux 4 Heures du Castellet, il réalise, avec Fabien Lavergne et Alessandro Pier Guidi, une belle course en montant sur la 1re marche du podium. La 2ème manche du championnat aux 4 Heures de Monza Nicklas Nielsen réalise une très belle 3e place. Il a remporté ensuite les 4 Heures de Barcelone, a terminé la seule fois en dehors du podium (4ème place) aux 4 Heures de Silverstone. Pour l'avant dernière manche à Spa, il remporte sa 3e course et gagne une 2e fois consécutive au 4 Heures de Portimão et remporte la catégorie GTE. 
Nicklas Nielsen a aussi participé au championnat du monde d'endurance avec AF Corse, ayant comme équipier François Perrodo et Emmanuel Collard remportant d'entrée les 4 Heures de Silverstone en catégorie LMGTE am, puis 2ème aux 6 Heures de Fuji derrière la N°90 de TF Sport. Ils finissent 4ème aux 4 Heures de Shanghai puis encore 4ème aux 8 Heures de Bahreïn 2019. Nicklas Nielsen et ses équipiers réussissent a remonter sur le podium en terminant 2ème aux 6 Heures d'Austin puis remportent les 6 Heures de Spa-Francorchamps. Aux mythique 24 Heures du Mans ils terminent 2ème derrière la Dempsey-Porton racing et réalisent une 2ème position aux 8 Heures de Bahreïn 2020. 
Nicklas Nielsen participe avec les pilotes officiels Alessandro Pier Guidi et James Calado encore avec l'équipe AF Corse au GT world challenge Europe terminant 7e à Imola qui remplace Monza à cause de la pandémie du Covid-19. Au Nürburgring, ils abandonnent à cause d'un contact entre James Calado et Dennis Olsen alors qu'ils partaient 2e. Au 24 Heures de Spa au bout de 6 Heures, ils terminent 4e à la 12e heure 1er et finissent 5e au drapeau à damier. Les 9 Heures de Kyalami faisant partie de l'intercontinental gt challenge sont en même temps que les 6 heures du Paul Ricard. AF Corse décide de mettre Nicklas Nielsen et James Calado en IGTC laissant Alessandro Pier Guidi au Paul Ricard remporter la course avec Tom Blomqvist et Côme Ledogar devenant champion en GT world challenge Europe. 
Nicklas Nielsen fait équipe toujours avec François Perrodo et Alessio Rovera au championnat WEC 2021 faisant une victoire dès la première course au Total 6 Heures de Spa-Francorchamps, ensuite terminant 9e seulement au 9 Heures de Portimão, puis se relèvent en remportant les 6 heures de Monza. Remportant les 24 Heures du Mans cette fois-ci, font une 5e place au Bapco 6 Heures de Bahreïn et remportent les 8 heures de Bahreïn devenant champion en GTE-AM en 2021.
Nicklas Nielsen évolue toujours en GT world challenge Europe devenant pilote officiel Ferrari ayant pour ambition de gagner le GTworld challenge Europe.Nicklas Nielsen est cette fois chez Iron Lynx ayant pour équipier toujours Alessandro Pier Guidi et cette fois Côme Ledogar ayant fait forte impression au Paul Ricard 2020. Il termine 5e à Monza grâce à beaucoup de crevaison d'autre voiture. Toujours régulier au Paul Ricard terminant 5e. À Spa, Nicklas Nielsen finit 1er à la 6e heure 1er à la 12e heure et gagne sur le fil grâce à Alessandro Pier Guidi qui dépasse Dries Vanthoor à l'extérieur à Blanchimont sous une pluie diluvienne lors de 10 dernières minutes de la course laissant une marge confortable au championnat. En difficulté au Nürburgring terminant 7e et encore 7e à Barcelone 4 points devant Rafaelle Marciello, Jules Gounon et devant l'Audi n°32 de Dries Vanthoor. Il devient donc champion cette année avec Alessandro Pier Guidi et Côme Ledogar. 
En Intercontinental gt challenge, ils terminent dans les points au 8 heures d'Indianapolis mais Saintéloc à Kyalami a changé ses équipages pour que sur les 2 voitures un pilote minimum serait champion ce qu'a fait AF Corse mettant Nicklas Nielsen dans la #71 qui abandonne au 9 heures de Kyalami lui privant du titre le laissant à Côme Ledogar et à Alessandro Pier Guidi. 
Nicklas Nielsen remporte en 2021 les 24 Heures du Mans en GTE am, remporte les 24 Heures de Spa, est champion en WEC et en GT world challenge Europe. Ferrari annonce le programme LMDh dont Nicklas Nielsen a pu essayer le prototype hypercar qui devrait arriver en WEC en 2023. 
En 2022, Nicklas Nielsen participe a l'ELMS avec l'équipe AF Corse en LMP2, équipage avec François Perrodo et Alessio Rovera. Ils partent en pole position aux 4 Heures d'Imola mais terminent hors des points. Au 4 heures de Monza, aucun point n'a été marqué mais finissent 5e au 4 heures de Barcelone. 
Au championnat WEC aussi en LMP2 avec les mêmes équipiers, Nicklas Nielsen termine 9e au 1000 miles de Sebring avec la pole position. Ils terminent 10e au total energies 6 Heures de Spa-Francorchamps encore partant de la pole position, et finissent hors des points au 24 Heures du Mans mais terminent encore 9e au 6 heures de Monza. 
Nicklas Nielsen reste toujours avec Iron Lynx en GT world challenge Europe ayant comme équipier à nouveau James Calado et Miguel Molina. Ils terminent 7e à Imola faisant une jolie 2e place au Paul Ricard faisant un doublé avec la #71 d'Iron Lynx, terminent 8e au bout de 6Heures au 24 Heures de spa marque 0 points lors de 12 Heures et terminent 9e à la fin. À Hockenheim, James Calado percute involontairement Alessio Rovera l'autre Iron lynx qui abandonne plus tard essayant de dépasser une Mercedes amg gt3. Malgré être reparti, ils reviennent tout de même 9e mais Nicklas Nielsen est victime d'une crevaison rentrant au stand puis repart mais est rappelé à son stand pour abandonner à 2 tours de l'Audi Saintéloc. À Barcelone, il y a un changement d'équipage avec GIancarlo FIsichella remplaçant James Calado étant en ITGC la semaine suivante n'a pas pu faire Barcelone. Ils sont qualifiés 47e car Giancarlo Fisichella a eu un problème lors de la Q3 et n'a pas pu entrer un 3e chrono, donc ils sont partis en font de grille. Même s'ils essayent de remonter Nicklas Nielsen, Miguel Molina et GIancarlo Fisichella, ils terminent 20e.

## Palmarès

### Résultat en GT World challenge Europe
| années | équipiers                           | équipe    | courses | victoire | pole position | meilleur tours | Podiums | Points | Classement |
| ------ | ----------------------------------- | --------- | ------- | -------- | ------------- | -------------- | ------- | ------ | ---------- |
| 2020   | Alessandro Pier Guidi, James Calado | AF Corse  | 4       | 0        | 0             | 0              | 1       | 46     | 6ème       |
| 2021   | Alessandro Pier Guidi, Côme Ledogar | Iron Lynx | 5       | 1        | 0             | 0              | 1       | 83     | 1er        |
| 2022   | James Calado, Miguel Molina         | Iron Lynx | 5       | 0        | 0             | 0              | 1       | 37     | 10ème      |

### Résultats en monoplace
| Saison | Championnat                          | Écurie           | Courses | Victoires | Pole positions | Meilleurs tours | Podiums | Points | Classement |
| ------ | ------------------------------------ | ---------------- | ------- | --------- | -------------- | --------------- | ------- | ------ | ---------- |
| 2016   | Championnat d'Allemagne de Formule 4 | Neuhauser Racing | 24      | 0         | 0              | 2               | 3       | 106    | 8e         |
| 2017   | Championnat d'Allemagne de Formule 4 | US Racing        | 19      | 1         | 1              | 1               | 4       | 128    | 6e         |

### European Le Mans Series
| Année | Écurie        | Châssis             | Moteur                        | Classe | 1     | 2     | 3     | 4     | 5     | 6     | Position | Points |
| ----- | ------------- | ------------------- | ----------------------------- | ------ | ----- | ----- | ----- | ----- | ----- | ----- | -------- | ------ |
| 2019  | Luzich Racing | Ferrari 488 GTE Evo | Ferrari F154CB 3.9 L V8 Turbo | LMGTE  | LEC 1 | MON 3 | BAR 1 | SIL 4 | SPA 1 | POR 1 | 1er      | 127    |

N.B. * Saison en cours. Les courses en " gras  'indiquent une pole position, les courses en "italique" indiquent le meilleur tour de course.

### Championnat du monde d'endurance FIA
| Année   | Écurie   | Voiture             | Moteur                        | Classe   | 1     | 2     | 3   | 4   | 5   | 6   | 7   | 8   | Position | Points |
| ------- | -------- | ------------------- | ----------------------------- | -------- | ----- | ----- | --- | --- | --- | --- | --- | --- | -------- | ------ |
| 2019–20 | AF Corse | Ferrari 488 GTE Evo | Ferrari F154CB 3,9 L V8 Turbo | LMGTE Am | SIL 1 | FUJ 2 | SHA | BHR | SÃO | SEB | SPA | LMS | 1re*     | 43*    |

N.B. * Saison en cours. Les courses en " gras  'indiquent une pole position, les courses en "italique" indiquent le meilleur tour de course.